# David Boring
David Boring – powieść graficzna autorstwa amerykańskiego twórcy komiksów Daniela Clowesa, opublikowana pierwotnie w latach 1998–2000 w numerach 19–21 magazynu „Eightball”, a następnie w tomie zbiorczym w 2000 roku nakładem Pantheon Books. Polskie tłumaczenie Davida Boringa wydała w 2015 roku Kultura Gniewu.

## Fabuła
David Boring to dziewiętnastoletni pracownik ochrony, trapiony mnóstwem obsesji i udręczony swoim życiem wewnętrznym. Marzy o poznaniu „idealnej kobiety” i próbuje dowiedzieć się więcej o ojcu, rysowniku komiksów, który porzucił rodzinę, kiedy David był dzieckiem. Kiedy chłopak spotyka wymarzoną dziewczynę, Wandę, sprawy przybierają dziwny obrót. Ukochana znika, David zostaje postrzelony w głowę, a w końcu trafia na wyspę, która nie jest niestety bezludna; mieszka na niej pełna degeneratów rodzina Davida. Jakby nieszczęść było mało, świat dotyka tajemnicza inwazja wrogów Ameryki.

## Opinie
W 2005 roku tygodnik „Time” umieścił Davida Boringa na liście 10 najlepszych powieści graficznych w historii.